# Site archéologique des Grèves
Le site archéologique des Grèves (ou sanctuaire des Grèves) est un sanctuaire celtique et gallo-romain découvert en 1973 à La Villeneuve-au-Châtelot, dans le département de l'Aube, en France.

## Localisation
Le site archéologique est situé sur la commune de La Villeneuve-au-Châtelot, à une douzaine de km au nord-est de Nogent-sur-Seine, dans l'Aube.
Le lieu-dit les Grèves de Villeneuve se trouve à l'ouest du bourg, sur le côté sud de la D40. Le site archéologique sur le côté nord de la D40, à

## Fouilles et protection
L'édifice est inscrit au titre des monuments historiques en 1982.

## Description
Une série d'enclos sont emboîtés les uns dans les autres, une configuration qui correspond à un sanctuaire.

### Époque de la Tène
La couche correspondant à l'époque de la Tène est moins fournie en mobilier que l'époque gallo-romaine.
Les lots d’objets les plus anciens sont des pièces d'équipement militaire associées à des fibules, de la fin de la Tène B2 (début du IIIe siècle av. J.-C.). Les dépôts de ces deux objets augmentent jusqu'à la transition entre la Tène C2 et D1,c'est-à-dire jusqu’au milieu du IIe siècle av. J.-C. Cette augmentation peut être un signe de l'augmentation des objets participant aux pratiques rituelles, ou bien comme une augmentation du nombre de pratiques.
Entre le deuxième quart du IIe siècle av. J.-C. et le Ier siècle av. J.-C., les objets retrouvés se diversifient, ce qui correspond à une complexification des pratiques rituelles. Ainsi on voit apparaître des éléments de parure, plutôt féminine, de vaisselle et de service, de l'outillage et des demi-produits de fer.
La période de la Tène D2b (50 - 30 av. J.-C.) est représentée par une couche de 80 cm d'épaisseur. On y trouve 702 monnaies dont 491 bronzes et 211 potins, et 234 rouelles de bronze marquées de quatre rayons, avec ou sans noyau central ajouré. G. Bataille (2011) note que dans l’est de la Gaule, les rouelles apparaissent en contexte funéraire dès la fin de la Tène C2 / début de la Tène D1 (nécropole de Wederath-Belginum). R. Guichon (2019) suggère que ces rouelles peuvent être des instruments de vote.

### Époque de la conquête de la Gaule
Vers le milieu du Ier siècle av. J.-C., nombre d'objets rituels déposés régresse, pour pratiquement disparaître aux alentours de la période de conquête. Épées et fourreaux (armes emblématiques) disparaissent effectivement, laissant place aux armes de jet légères : javelot, javelines, pointes de flèches. Vers cette même période, probablement la Tène D2a, apparaissent les monnaies et les rouelles en métaux précieux.

### Époque gallo-romaine
Le mobilier mis au jour inclut des armes, de la vaisselle, des parures, des vestiges de faune et 70 000 rouelles métalliques. La quantité exceptionnelle de rouelles concerne surtout l'époque gallo-romaine et elles font pour la plupart fonction d'offrandes.